# Leucocarbo melanogenis
El cormorán de las Crozet (Leucocarbo melanogenis) es una especie de ave suliforme de la familia Phalacrocoracidae nativa de las islas Crozet y las islas Príncipe Eduardo y Marión.

## Taxonomía
Anteriormente se consideraba una subespecie del cormorán imperial pero en la actualidad se considera una especie separada. El cormorán de las Crozet se clasifica en el género Leucocarbo, aunque antes se incluía en Phalacrocorax. 